# Wind of Change
Wind of Change ist eine Rockballade der Band Scorpions, die im September 1989 von Scorpions-Sänger Klaus Meine geschrieben und komponiert sowie im Februar 1991 als Single veröffentlicht worden ist. Sie galt in den Medien als sogenannte „Hymne der Wende“ und ist die erfolgreichste Single aus deutscher Produktion.

## Entstehung
Der englischsprachige Text feiert den gegen Ende der 1980er Jahre eingetretenen politischen Wandel in Europa. Der Song gibt nach Ansicht des SWR „wie kein anderer Rocksong die Zeitstimmung zum Ende des 80er Jahrzehnts wieder, als mit Glasnost und Perestroika von der Sowjetunion aus die große politische Wende begann.“ Im Text beschreibt das Lyrische Ich, wie es in einer Sommernacht an der Moskwa entlang geht und dem „Wind des Wandels zuhört“, der über alte Feindschaften hinwegweht. Der Text setzt sich für die Ost-West-Verständigung ein und traf damit genau den Nerv der Zeit. Er wurde zu einer Hymne der Erneuerung in der Sowjetunion. UdSSR-Staats- und Parteichef Michail Gorbatschow empfing die Scorpions aufgrund dieses Liedes im Dezember 1991 im Kreml.
Klaus Meine sagte in einem Interview, die Zeit 1988/1989 in der Sowjetunion sei von der Stimmung geprägt gewesen, dass der Kalte Krieg dem Ende entgegengehe, die Musik sei das Verbindende zwischen den Völkern. Die Erinnerungen an diese Zeit werden auch im Musikvideo zum Song transportiert. Inspiriert wurde Meine durch die Teilnahme am Moscow Music Peace Festival am 13. August 1989 im Lenin-Stadion, wo die Scorpions vor etwa 300.000 Fans auftraten:

„Die Idee dazu ist mir in der U.d.S.S.R. gekommen, als ich in einer Sommernacht im Gorky Park Center saß und auf die Moskwa geblickt habe. Das Lied ist meine persönliche Aufarbeitung dessen, was in den letzten Jahren in der Welt passiert ist.“

Klaus Meine und Rudolf Schenker sind Inhaber der Wortmarke Wind of Change. Das charakteristische Pfeifen im Intro stammt, entgegen einer weit verbreiteten Behauptung, nicht von Kunstpfeiferin Ilse Werner, sondern von Meine selbst. Die Pfeifmelodie war laut Meine die erste Idee zum Song, den er in seinem Heimstudio in Hannover komponierte.
Ein US-amerikanischer Podcast mit dem Journalisten Patrick Radden Keefe thematisierte 2020 das Gerücht, die CIA habe den Song als Instrument der psychologischen Kriegsführung im Kalten Krieg geschrieben. Klaus Meine dementierte diese Gerüchte.
Die Band hat mit Yoshiki an diesem Lied in den Dokumentarfilm 2023 Yoshiki: Under the Sky zusammengearbeitet.

## Veröffentlichung
Das Lied wurde erstmals am 6. November 1990 auf dem Album Crazy World der Scorpions veröffentlicht. Die Auskopplung als Single folgte erst im Februar 1991. Zusätzlich wurden eine russische sowie eine spanische Version aufgenommen.
Im August 1991 standen mit Right Here, Right Now von Jesus Jones, Crazy von Seal und Wind of Change gleich drei Songs mit Bezug zum Fall des Eisernen Vorhangs in den Top Twenty der US-amerikanischen Billboard Hot 100.
Am 3. Oktober 2020, am Tag der deutschen Einheit, erschien anlässlich des 30-jährigen Jubiläums des Songs ein Box-Set mit dem Titel Wind of Change: The Iconic Song. Diese beinhaltet 5 verschiedene Versionen des Songs auf Vinyl und auf CD, inklusive einer bislang unveröffentlichten Demo-Version von Klaus Meine sowie diverse andere Gimmicks rund um das Lied und den Mauerfall.

## Musikvideo
Auf VEVO wurde das offizielle Musikvideo zu Wind of Change, Regie Wayne Isham, seit der Veröffentlichung 2009 über 1,1 Milliarden Mal angeklickt (Stand 11. Juli 2024), und damit so oft wie kein anderes Lied einer deutschen Band oder eines deutschen Interpreten. Die „World Events“-Fassung des Videos wurde seit 2009 über 110 Millionen Mal angeklickt (Stand 11. Juli 2024). Mit der offiziellen Version des Videos waren die Scorpions die erste deutsche Band, die die 100-Millionen-Klicks-Grenze und die 1 Milliarde-Klicks-Grenze für ein Lied übersprungen hat.

## Versionen
- 1990: Originalversion von Wind of Change auf Album Crazy World
- 1991: Singleversion von Wind of Change
- 1991: Ветер перемен (russische Version von Wind of Change) (Single)
- 1991: Viento de Cambio (Spanische Version von Wind of Change) (Single)
- 2000: Orchesterversion von Wind of Change; Album: Moment of Glory[17]
- 2001: Akustikversion (live) von Wind of Change; Album: Acoustica[18]
- 2011: Neuaufnahme von Wind of Change; Album Comeblack[19]
- 2013: Duett mit Morten Harket; Album: MTV Unplugged – in Athens[20]
- 12/2023: Wind of Change mit Yoshiki (Yoshiki: Under the Sky), Version mit neuem Text (erste ukrainische Version[21]), veröffentlicht am 21. Dezember 2023 auf YouTube[22]

Neuer Text nach dem russischen Überfall auf die Ukraine 2022

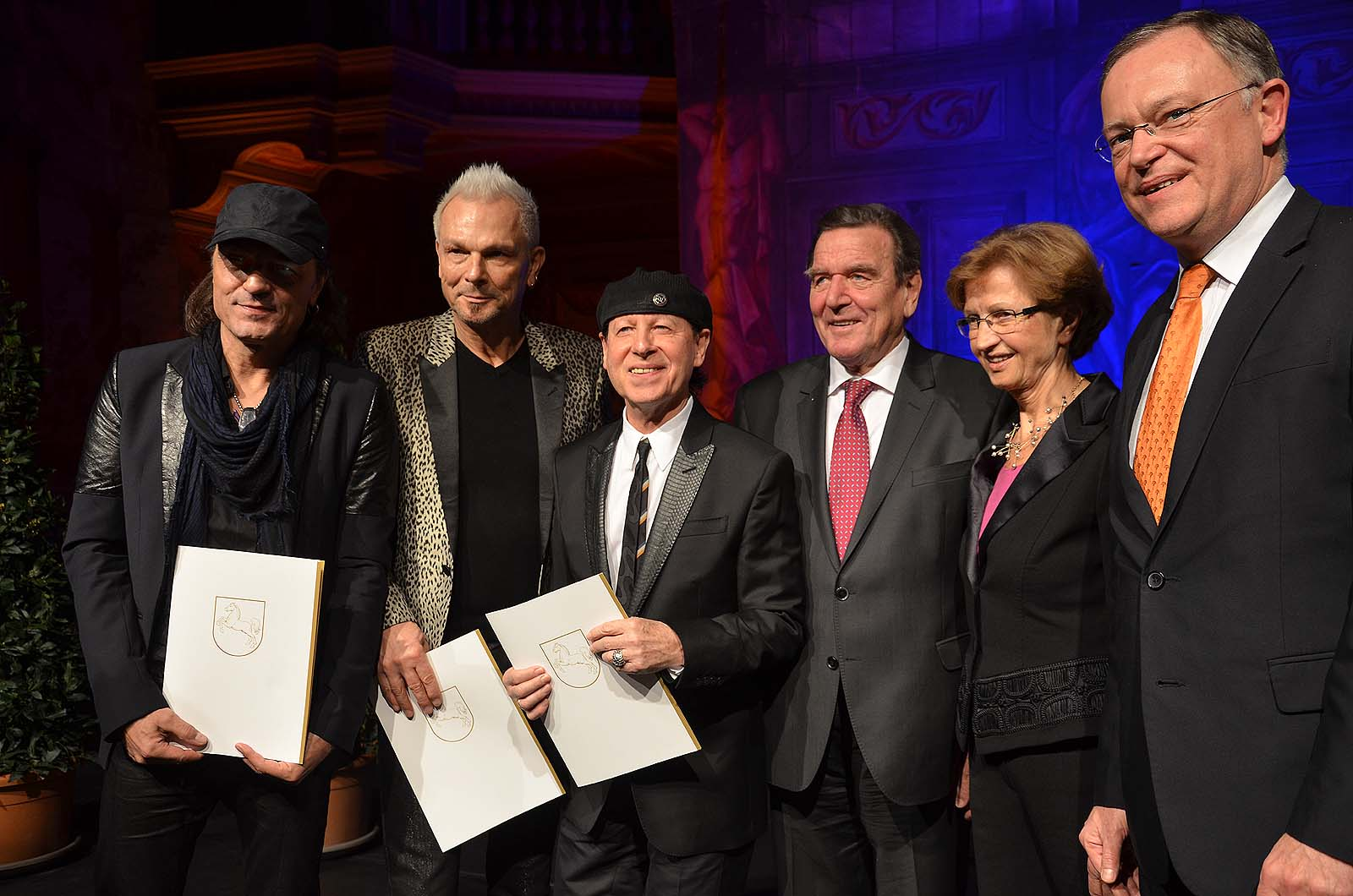
Die Scorpions mit Gerhard Schröder nach der Verleihung des Niedersächsischen Staatspreises 2014

Die Scorpions sind mit dem Stück häufig in Russland aufgetreten, etwa zur 300-Jahr-Feier von Sankt Petersburg auf Einladung von Präsident Wladimir Putin. Der mit Klaus Meine und Putin befreundete Altkanzler Gerhard Schröder berichtete von einer Scorpions-Veranstaltung mit Putin, bei der russische Soldaten das Stück mitpfiffen. Nach dem russischen Überfall auf die Ukraine 2022 war es laut Meine nicht mehr möglich, die Romantisierung Russlands in der ersten Strophe fortzusetzen. Der Text wurde verändert in „Now listen to my heart / It says Ukrainia / Waiting for the wind / To change – A dark and lonely night / Our dreams will never die / Waiting for the wind / To change“. Die veränderte Version ersetzt seit 2022 bei allen Live-Auftritten die bisherige Version. Meine distanzierte sich von Schröders positiver Haltung gegenüber Putin. Jabs gab 2023 an, er rechne nicht damit, dass die Band jemals wieder in Russland auftreten werde.
Text 2024
Für die Love at First Sting Tour 2024 änderte Klaus Meine nochmals den Text und singt nun: „Now listen to my heart/ It still believes in love/ waiting for the wind to change/ A dark and lonely night, our dreams will never die/ waiting for the wind to change“.

## Rezeption
In Otto – Der Liebesfilm von 1992 hat Klaus Meine einen kurzen Auftritt, in dem er den Anfang von Wind of Change pfeift. Im Film The Interview wurde das Lied im Finale als Untermalung ausgewählt. Das Lied wurde ebenso im Computerspiel Call of Duty: Black Ops und in einer Folge der Serie Chuck, in Top Gear und am Ende des Films Manta Manta verwendet. 1993 verwendete der Automobilhersteller Ford das Lied für die Werbung zu seinem Modell Mondeo.
Im August 2019 wurde Ursula von der Leyen mit einem Großen Zapfenstreich als Verteidigungsministerin verabschiedet. Auf ihren Wunsch hin spielte das Musikkorps der Bundeswehr u. a. Wind of Change.
Der Satiriker Wiglaf Droste bezeichnete das Lied polemisch als „Hymne der Greise jeden Alters“.
2005 wurde der Song in der ZDF-Sendung Unsere Besten zum „Jahrhunderthit“ gewählt.
Im Spielfilm I.S.S. aus dem Jahr 2023 wird das Lied gespielt und zum Thema gemacht. Die russischen Kosmonauten betonen, dass das Lied ihr Leben geprägt habe.

## Kommerzieller Erfolg

### Chartplatzierungen
Der Song erreichte in elf Ländern Platz eins der Charts, auch in Deutschland, Österreich und der Schweiz. In den US-Billboard-Charts belegte er Platz vier, in den UK-Charts Platz zwei der Hitparade. Insgesamt war der Song in 78 Ländern in den Charts. Wind of Change war die erfolgreichste Single des Jahres 1991 und das in diesem Jahr weltweit meistgespielte Lied im Radio.
| ChartsChartplatzierungen       | Höchstplatzierung | Wochen |
| ------------------------------ | ----------------- | ------ |
| Deutschland (GfK)              | 1 (51 Wo.)        | 51     |
| Österreich (Ö3)                | 1 (30 Wo.)        | 30     |
| Schweiz (IFPI)                 | 1 (52 Wo.)        | 52     |
| Vereinigte Staaten (Billboard) | 4 (25 Wo.)        | 25     |
| Vereinigtes Königreich (OCC)   | 2 (12 Wo.)        | 12     |

| ChartsJahrescharts (1991)      | Platzierung |
| ------------------------------ | ----------- |
| Deutschland (GfK)              | 1           |
| Österreich (Ö3)                | 1           |
| Schweiz (IFPI)                 | 1           |
| Vereinigte Staaten (Billboard) | 39          |
| Vereinigtes Königreich (OCC)   | 21          |

| ChartsChartplatzierungen | Höchstplatzierung | Wochen |
| ------------------------ | ----------------- | ------ |
| Deutschland (GfK)        | 38 (6 Wo.)        | 6      |

### Auszeichnungen für Musikverkäufe
Insgesamt wurden weltweit mindestens neun Millionen Exemplare verkauft, womit die Aufnahme zu den erfolgreichsten deutschen Produktionen gehört; das Hamburger Abendblatt geht sogar von über 14 Millionen Singles weltweit aus. In einem Interview mit dem amerikanischen Rolling Stone vom 2. September 2015, in dem es um die Entstehung des Liedes ging, schätzt Klaus Meine die Verkaufszahlen auf 15 Millionen Platten.
| Land/Region                  | Auszeichnungen für Musikverkäufe (Land/Region, Auszeichnung, Verkäufe) | Verkäufe  |
| ---------------------------- | ---------------------------------------------------------------------- | --------- |
| Australien (ARIA)            | Gold                                                                   | 35.000    |
| Brasilien (PMB)              | Gold                                                                   | 30.000    |
| Dänemark (IFPI)              | Platin                                                                 | 90.000    |
| Deutschland (BVMI)           | Platin                                                                 | 500.000   |
| Frankreich (SNEP)            | Platin                                                                 | 500.000   |
| Italien (FIMI)               | Platin                                                                 | 70.000    |
| Neuseeland (RMNZ)            | Platin                                                                 | 30.000    |
| Österreich (IFPI)            | Platin                                                                 | 50.000    |
| Russland (NFPF)              | Gold                                                                   | 100.000   |
| Spanien (Promusicae)         | Platin                                                                 | 60.000    |
| Vereinigte Staaten (RIAA)    | Gold                                                                   | 500.000   |
| Vereinigtes Königreich (BPI) | Gold                                                                   | 400.000   |
| Insgesamt                    | 5× Gold · 7× Platin ·                                                  | 2.365.000 |

Hauptartikel: Scorpions/Auszeichnungen für Musikverkäufe

## Coverversionen
Als eine der ersten Coverversionen erschien die des Flötisten James Galway, dessen gleichnamiges Album Wind of Change 1994 in den Whitfield Street Studios in London entstand. Der Tenor Jose Carreras veröffentlichte im September 2001 Wind of Change zusammen mit Klaus Meine auf seinem Album Around the World. Eine weitere Version wurde von den Gregorian Chants mit Elementen des gregorianischen Chorals interpretiert und auf dem Album Rock Ballads im Mai 2001 veröffentlicht.
Boppin’B brachten den Song im Mai 2006 auf ihrem Album Hits auf den Markt. Die Gruppe Adoro nahm unter dem Titel Wie der Wind sich dreht eine deutsche Version des Liedes auf und veröffentlichte es 2010 auf ihrem Album Glück. Adam Green und Macaulay Culkin sangen das Lied 2010 live beim Berlin Festival. 2022 coverte die deutsche Metalcore-Band Any Given Day das Lied; die ersten beiden Strophen wurden wegen des russischen Überfalls auf die Ukraine abgewandelt.